# Chloris quinquesetica
Chloris quinquesetica är en gräsart som beskrevs av R.K. Bhide. Chloris quinquesetica ingår i släktet kvastgrässläktet, och familjen gräs. Inga underarter finns listade i Catalogue of Life.